# Villa di Tirano
Villa di Tirano é uma comuna italiana da região da Lombardia, província de Sondrio, com cerca de 2.966 habitantes, localizada a aproximadamente 110 km a nordeste de Milão e a cerca de 20 km de Sondrio, na fronteira com a Suíça. Estende-se por uma área de 24 km², tendo uma densidade populacional de 124 hab/km². Faz fronteira com Aprica, Bianzone, Corteno Golgi (BS), Teglio, Tirano.

## Demografia
| Variação demográfica do município entre 1861 e 2011                               |
|                                                                                   |
| Fonte: Istituto Nazionale di Statistica (ISTAT) - Elaboração gráfica da Wikipedia |